# Pseudomyrmex caeciliae
Pseudomyrmex caeciliae es una especie de hormiga del género Pseudomyrmex, subfamilia Pseudomyrmecinae. Fue descrita por Forel en 1913.
Es una especie arbórea. Se encuentra desde Texas a Panamá y Jamaica.